# كوارت (بلدية إسبانية)
بلدية كوارت (بالإسبانية: Quart) هي بلدية تقع في مقاطعة جرندة التابعة لمنطقة كتالونيا شمال شرق إسبانيا.

## الديموغرافيا
بلغ عدد سكان بلدية كوارت 3.150 نسمة عام 2011 (وفقاً للمعهد الوطني الإسباني للإحصاء).
| 2.123 | 2.275 | 2.545 | 2.629 | 2.618 | 2.852 | 3.150 |

## أعلام
- جويل أريماني